# Гусейнов Ельман Сулейман-огли
Гусейнов Ельман Сулейман (азерб. Elman Süleyman oğlu Hüseynov 28.02.1952 — 14.01.1993) — Національний Герой Азербайджану; учасник Карабахської війни.

## Біографія
Гусейнов Ельман Сулейман огли народився 28 лютого 1952 року в селі Азад Гарагоюнлу (Ілхичилар) Тертерського району. В 1958 – 1968 роках навчався у середній школі села Азад Гарагоюнлу. В 1968 році вступив до гідро-меліораційного факультету Азербайджанського Державного Політехнічного Інституту, в 1973 році закінчив навчання та отримав спеціальність інженера. В 1973-1975 роках служив офіцером у місті Ахалкалакі, Грузія.
В 1980-1982 роках навчався у Бакинській Вищій Партійній Школі. В 1982-1985 роках працював на посаді голови Комітету Народного Надзору Тертерського району, 1985-1988 роках на посаді першого замісника голови Виконавчого Комітету Народних Депутатів Тертерського району, 1988-1990 роках на посаді начальника Управління Експлуатації Гідровузла Тертерчай, а потім на посаді інструктора в Районному Партійному Комітеті. Декілька раз обирався депутатом районної ради.
Закінчив з відзнакою Інститут Управління Народним Господарством при Кабінеті Міністрів.
Був одруженим. Мав трьох дітей.

## Участь у боях
В 1991 році незважаючи на те, що працював на високій державній посаді, він добровільно звернувся до Міністерства Оборони у зв’язку зі створенням батальйону для захисту Тертеру, у вересні 1991 року його призначили начальником Тертерського самозахисного штабу, а у листопаді 1991 року командиром Тертерського територіального самозахисного батальйону. Брав активну участь у звільненні Агдарінського району та довколишніх населених пунктів від вірменських формувань. В результаті бойових операцій під його керівництвом була знищена  багаточисленна жива сила та техніка вірмен.
Був двічі поранений у боях. 14 січня 1993 року загинув у боях за височину Ванг.

## Національний Герой
Указом Президента Азербайджанської Республіки від 15 січня 1995 року Гусейнову Ельману Сулейман огли було посмертно присвоєно звання Національного Герою Азербайджану.
Похований у селі Гарагоюнлу Тертерського району, вулиця носить його ім’я. У Тертерському районі вставлений його бюст. Музей носить його ім’я.